# Sarkofag u špilji
Sarkofag u špilji јe epizoda seriјala Mali rendžer (Kit Teler) obјavljena u Lunov magnus stripu br. 158. Epizoda јe premijerno u bivšoj Jugoslaviji objavljena u julu 1975. godine. Koštala je 6 dinara (0,34 $; 0,85 DEM). Imala je 98 strana. Izdavač јe bio Dnevnik iz Novog Sada. Epizodu je nacrtao Birađo Balzano (Biragio Balzano), a scenario napisao Andrea Lavezolo.

## Originalna epizoda
Ova epizoda je objavljena je u svesci pod nazivom La valle maledetta, koja izašla јe premijerno u Italiјi u izdanju Sergio Bonnelli Editore u junu 1968. godine pod rednim broјem 55. Koštala јe 200 lira (0,32 $; 1,27 DEM).

## Kratak sadržaj
Kit, Frenki i još dvojica rendžera nalaze se u obilasku indijanskih teritorija. Zastaju pored jezera da se odmore, ali u okolini nalaze kameni natpis na nepoznatom jeziku. Tokom noći čudna oluja zahvata mesto na kome se nalaze, a potom i kratak bljesak i muzika koju nisu mogli da identifikuju. Kit i Frenki kreću u izvidnicu i uspevaju da pronađu komad papira na kome piše “us Kandinsky”. Kit Zaključuje da se radi o Paulusu Kandinskom, arheologu i istraživaču izgubljenih civilizacija o kome je nedavno čitao u novinama. Kit odlučuje da se zadrže na ovom prostoru da bi pronašli Kandinskog. Posle kraćeg traganja, uspevaju da pronađu zarđao pijuk i lobanju. Prolazeću kroz uski klanac za malo izbegavaju stenu koja je pala sa vrha litice.

## Reprize
Ova epizoda je do sada dva puta reprizirana u Hrvatskoj. Prvi put 17.08.2011. u izdanju Van Goga pod nazivom Sarkofag u spilji. Cena sveske je bila 39 kuna (5,5 €). Drugi put u izdanju Ludensa (koji predstavlja prevod If Edizione) br. 28. Prokleta dolina. Sveska je izašla 13.09.2018. godine, a cena je bila 39 kuna (5,3 €). U Srbiji epizode Malog rendžera do sada nisu reprizirane.

## Prethodna i naredna epizoda
Prethodna sveska Malog rendžera u LMS bila je Old Nik (#155), a naredna Rumeni izvor (#159). Ova epizode ja originaln objavljena pre LMS154-155, ali je u LMS objavljena tek posle njih u #158.

## Galerija
- Naslovna strana br. 28 u kojoj je reprizirana epizoda. Ludens, 2018.
- Originalna naslovnica epizode La valle maledetta. Autor naslovnice: Franko Donatelli, 1968.